# João Caruso MacDonald
João Caruso MacDonald (Urussanga, 3 de dezembro de 1906 — 14 de fevereiro de 1979) foi um político brasileiro.

## Vida
Filho de José Caruso MacDonald e de Grazia Caruso MacDonald.

## Carreira
Foi o primeiro prefeito de Siderópolis, com mandato de 31 de janeiro de 1959 a 30 de outubro de 1959, nomeado pelo governador Heriberto Hulse.
Foi deputado à Assembleia Legislativa de Santa Catarina na 2ª legislatura (1951 — 1955), como suplente convocado, na 3ª legislatura (1955 — 1959), e na 4ª legislatura (1959 — 1963), como suplente convocado, eleito pela União Democrática Nacional (UDN).